# Widzew Łódź

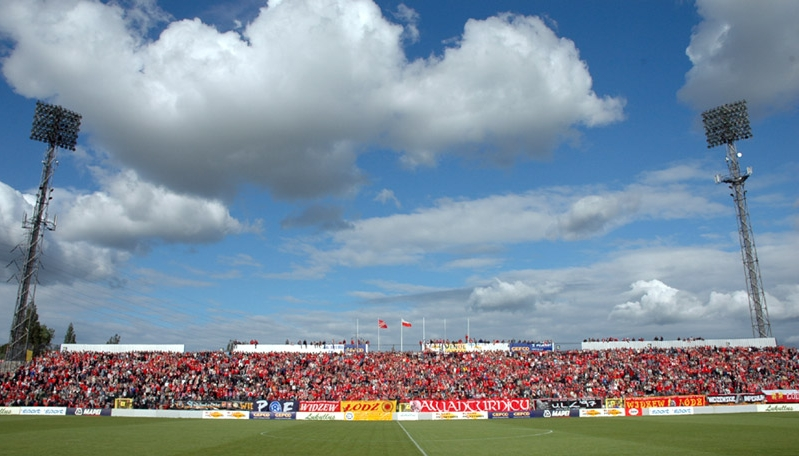
Oud stadion van Widzew

RTS Widzew Łódź (Poolse uitspraak: [ˈɛr ˈtɛ ˈɛs ˈvʲidzɛf ˈwut͡ɕ]) is een Poolse voetbalclub uit Łódź. De club werd opgericht in 1910. De officiële kleuren zijn rood en wit, vandaar de bijnamen "Widzew's Rode Leger" (Pools Czerwona Armia Widzewa) en "Rood-Wit-Rood" (Pools Czerwono-Biało-Czerwoni). Vanwege de geschiedenis van de stad worden de club en zijn supporters ook wel de Heren van Vezelstad genoemd. De club speelt zijn wedstrijden in zijn stadion, gelegen in Łódź aan de 138 Marszałka Józefa Piłsudskiego Avenue, dat de onofficiële maar veelgebruikte naam "Hart van Łódź" draagt (Pools Serce Łodzi). Het motto van de club was “Samen maken we macht” (Razem Tworzymy Siłę) en “Altijd in 12” (wat suggereert dat de fans van de club de twaalfde speler in het team waren). 

## Geschiedenis
De club werd in 1910 opgericht als de Towarzystwo Miłośników Rozwoju Fizycznego Widzew (Vereniging voor de ontwikkeling van de fysieke cultuur Widzew). De naam komt van de naam van de wijk Widzew in Łódź, terwijl RTS staat voor Robotnicze Towarzystwo Sportowe (Arbeiders Sportvereniging). De club werd opgericht door Poolse arbeiders en Duitse industriëlen die in de textielfabriek WIMA in Widzew werkten. De club heette oorspronkelijk Towarzystwo Miłośników Rozwoju Fizycznego Widzew, omdat Łódź in die tijd onder het bewind van de Russische tsaar stond en het bijvoeglijk naamwoord 'arbeiders' niet in de naam of in een officiële organisatie gebruikt mocht worden. 
Na de Eerste Wereldoorlog werd Polen weer onafhankelijk en de club werd in 1922 gereactiveerd als Robotnicze Towarzystwo Sportowe Widzew Łódź, d.w.z. Arbeiders Sportvereniging Widzew.
Tijdens de Tweede Wereldoorlog behoorden drie vooroorlogse Widzew Łódź voetballers, Joachim Schreer, Mirosław Wągrowski en Aleksander Żadziłko, tot de Polen die door de Russen werden vermoord in het Grote Bloedbad van Katyn in april-mei 1940.
Widzew won vier Poolse kampioenschappen, in 1980-81, 1981-82, 1995-96 en 1996-97. De club won het Poolse vice-kampioenschap zeven keer (1977, 1979, 1980, 1983, 1984, 1995, 1999) en het Poolse kampioenschap brons drie keer (1985, 1986, 1992). In 1985 won de club de Poolse beker en in 1996 de Poolse supercup. Widzew won ook het Poolse kampioenschap voor arbeidersclubs in 1932.
Na het kampioenschap in 1980-81 en 1981-82 te hebben gewonnen, heroverde Widzew 14 jaar later de competitie na een record seizoen. In het succesvolle seizoen 1995-96 verloor Widzew slechts 22 doelpunten in 34 wedstrijden, het minste van alle teams in de competitie. Ze waren ook effectief in de aanval, met 84 doelpunten en 88 doelpunten in het seizoen. Mede dankzij de goede prestaties van keeper Andrzej Wozniak bleef de ploeg het hele seizoen ongeslagen. Dat seizoen speelde Widzew ook in de groepsfase van de Champions League na het verslaan van de Deense kampioen Brøndby IF in de kwalificaties.
In het volgende seizoen 1996-97 had de ploeg weer een geweldig seizoen. Voor de tweede keer in de geschiedenis van de club behaalden ze twee kampioenschappen op rij, ze scoorden 74 doelpunten in één seizoen en verloren er slechts 21.
Ze namen deel aan 117 Europese bekerwedstrijden, waarvan ze er 42 wonnen. In 1980-81 schakelde Widzew Manchester United uit in de UEFA Cup, maar hun grootste prestatie was het bereiken van de halve finale van de Europese beker 1982-83, waarbij ze drievoudig winnaar Liverpool uitschakelden.

## Erelijst
- Pools landskampioenschap (4x):

1980/81, 1981/82, 1995/96, 1996/97
- Poolse beker (1x):

1984/85
- Poolse Supercup (1x):

1996

## Spelers
- Zbigniew Boniek
- Marek Citko

- Dariusz Gęsior
- Paweł Janas

- Piotr Nowak
- Włodzimierz Smolarek

## Widzew Łódź in Europa
Widzew Łódź speelt sinds 1977 in diverse Europese competities. Hieronder staan de competities en in welke seizoenen de club deelnam:
- Champions League (3x)

1996/97, 1997/98, 1999/00
- Europacup I (2x)

1981/82, 1982/83
- Europacup II (1x)

1985/86
- UEFA Cup (10x)

1977/78, 1979/80, 1980/81, 1983/84, 1984/85, 1986/87, 1992/93, 1995/96, 1997/98, 1999/00
- Intertoto Cup (2x)

Winnaar (2x): 1976, 1982